# Dirka po Španiji 1992
Dirka po Španiji 1992 (špansko Vuelta a España 1992) je 47. izvedba dirke po Španiji, tritedenske moške cestne kolesarske etapne dirke. Začela se je 27. aprila v Jerezu de la Frontera in končala 17. maja v Madridu. Sodelovalo je 189 kolesarjev iz 21-ih ekip. Rumeno majico je prvič osvojil Tony Rominger, drugo mesto Jesús Montoya (oba CLAS–Cajastur), tretje pa Pedro Delgado (Banesto). Modro majico je osvojil Džamolidin Abdužaparov (Carrera Jeans–Vagabond), zeleno majico Carlos Hernández Bailo (Lotus–Festina), turkizno majico Artūras Kasputis (Postobón–Manzana–Ryalcao), belo majico Tony Rominger, oranžno majico pa Antonio Esparza (Wigarma).

## Ekipe
- Amaya Seguros
- Artiach–Royal
- Banesto
- Buckler–Colnago–Decca
- Carrera Jeans–Vagabond
- CLAS–Cajastur
- Collstrop–Garden Wood
- Gatorade–Chateau d'Ax
- GB–MG Maglificio
- Kelme–Don Cafe
- Lotus–Festina
- Mercatone Uno–Medeghini–Zucchini
- ONCE
- PDM–Ultima–Concorde
- Puertas Mavisa
- Russ–Baikal
- Postobón–Manzana–Ryalcao
- Seur
- Sicasal–Acral
- TVM–Sanyo
- Wigarma

## Etape
| Etapa | Datum     | Štart/Cilj                                                | Razdalja | Tip     | Tip                  | Zmagovalec                         |         |
| ----- | --------- | --------------------------------------------------------- | -------- | ------- | -------------------- | ---------------------------------- | ------- |
| 1     | 27. april | Jerez de la Frontera – Jerez de la Frontera               | 9,2 km   |         | posamični kronometer | Jelle Nijdam (NED)                 |         |
| 2a    | 28. april | San Fernando – Jerez de la Frontera                       | 135,5 km |         |                      | Džamolidin Abdužaparov (UZB)       |         |
| 2b    | 28. april | Arcos de la Frontera – Jerez de la Frontera               | 32,6 km  |         | ekipni kronometer    | Gatorade–Chateau d'Ax              |         |
| 3     | 29. april | Jerez de la Frontera – Córdoba                            | 205 km   |         |                      | Jean-Paul van Poppel (NED)         |         |
| 4     | 30. april | Linares – Albacete                                        | 229 km   |         |                      | Džamolidin Abdužaparov (UZB)       |         |
| 5     | 1. maj    | Albacete – Gandia                                         | 213,5 km |         |                      | Jean-Paul van Poppel (NED)         |         |
| 6     | 2. maj    | Gandia – Benicàssim                                       | 202,8 km |         |                      | Edwig Van Hooydonck (BEL)          |         |
| 7     | 3. maj    | Alquerías del Niño Perdido – Oropesa                      | 49,5 km  |         | posamični kronometer | Erik Breukink (NED)                |         |
| 8     | 4. maj    | Lleida – Pla de Beret                                     | 240,5 km |         |                      | Jon Unzaga (ESP)                   |         |
| 9     | 5. maj    | Vielha – Luz Ardiden (Francija)                           | 144 km   |         |                      | Laudelino Cubino (ESP)             |         |
| 10    | 6. maj    | Luz-Saint-Sauveur (Francija) – Sabiñánigo                 | 196 km   |         |                      | Julio César Cadena (COL)           |         |
| 11    | 7. maj    | Sabiñánigo – Pamplona                                     | 162,9 km |         |                      | Džamolidin Abdužaparov (UZB)       |         |
| 12    | 8. maj    | Pamplona – Burgos                                         | 200,1 km |         |                      | Johan Bruyneel (BEL)               |         |
| 13    | 9. maj    | Burgos – Santander                                        | 178,3 km |         |                      | Roberto Torres (ESP)               |         |
| 14    | 10. maj   | Santander – Lagos de Covadonga                            | 213,4 km |         |                      | Pedro Delgado (ESP)                |         |
| 15    | 11. maj   | Cangas de Onís – Alto del Naranco                         | 163 km   |         |                      | Francisco Javier Mauleón (ESP)     |         |
| 16    | 12. maj   | Oviedo – León                                             | 162 km   |         |                      | Tom Cordes (NED)                   |         |
| 17    | 13. maj   | León – Salamanca                                          | 200,6 km |         |                      | Eric Vanderaerden (BEL)            |         |
| 18    | 14. maj   | Salamanca – Ávila                                         | 218,9 km |         |                      | Enrico Zaina (ITA)                 |         |
| 19    | 15. maj   | Fuenlabrada – Fuenlabrada                                 | 37,9 km  |         | posamični kronometer | Tony Rominger (SUI)                |         |
| 20    | 16. maj   | Collado Villalba – Palazuelos de Eresma (Destilerías DYC) | 188,3 km |         |                      | Óscar Vargas · Tony Rominger (SUI) |         |
| 21    | 17. maj   | Palazuelos de Eresma (Destilerías DYC) – Madrid           | 175 km   |         |                      | Džamolidin Abdužaparov (UZB)       |         |
|       | Skupaj    | Skupaj                                                    | 3395 km  | 3395 km | 3395 km              | 3395 km                            | 3395 km |

## Končna razvrstitev
| Legenda | Legenda                                           | Legenda | Legenda                                               |
| ------- | ------------------------------------------------- | ------- | ----------------------------------------------------- |
|         | Predstavlja vodilnega v skupnem seštevku          |         | Predstavlja vodilnega po točkah                       |
|         | Predstavlja vodilnega v gorski razvrstitvi        |         | Predstavlja vodilnega v šprintih                      |
|         | Predstavlja vodilnega v kombinacijski razvrstitvi |         | Predstavlja vodilnega v razvrstitvi mladih kolesarjev |

### Rumena majica
| Poz. | Kolesar                  | Ekipa                    | Čas         |
| ---- | ------------------------ | ------------------------ | ----------- |
| 1    | Tony Rominger            | CLAS–Cajastur            | 96h 14' 50" |
| 2    | Jesús Montoya            | Amaya Seguros            | 1' 04"      |
| 3    | Pedro Delgado            | Banesto                  | 1' 42"      |
| 4    | Marco Giovannetti        | Gatorade–Chateau d'Ax    | 5' 19"      |
| 5    | Federico Echave          | CLAS–Cajastur            | 5' 34"      |
| 6    | Laudelino Cubino         | Amaya Seguros            | 6' 24"      |
| 7    | Fabio Parra              | Amaya Seguros            | 7' 24"      |
| 8    | Raúl Alcalá              | PDM–Ultima–Concorde      | 12' 50"     |
| 9    | Francisco Javier Mauleón | CLAS–Cajastur            | 15' 44"     |
| 10   | Steven Rooks             | Buckler–Colnago–Decca    | 18' 57"     |
| 11   | Gert-Jan Theunisse       | TVM–Sanyo                | 19' 39"     |
| 12   | Pello Ruiz Cabestany     | Gatorade–Chateau d'Ax    | 19' 41"     |
| 13   | Luis Camargo             | Postobón–Manzana–Ryalcao |             |
| 14   | Stephen Roche            | Carrera Jeans–Vagabond   |             |
| 15   | Johan Bruyneel           | ONCE                     |             |
| 16   | Hernán Buenahora         | Kelme–Don Cafe           |             |
| 17   | William Palacio          | Postobón–Manzana–Ryalcao |             |
| 18   | Pjotr Ugrumov            | Seur                     |             |
| 19   | Edgar Corredor           | Sicasal–Acral            |             |
| 20   | Robert Millar            | TVM–Sanyo                |             |
| 21   | Fabio Rodríguez          | CLAS–Cajastur            |             |
| 22   | Carlos Hernández Bailo   | Lotus–Festina            |             |
| 23   | Jon Unzaga Bombín        | CLAS–Cajastur            |             |
| 24   | Arsenio González         | CLAS–Cajastur            |             |
| 25   | Luis Perez Garcia        | Lotus–Festina            |             |